# 上山あゆみ
上山 あゆみ（うえやま あゆみ、1963年 - ）は、日本の言語学者。
京都生まれ。1985年、京都大学文学部言語学科卒、1990年、同大学院文学研究科博士課程単位取得退学。1998年、南カリフォルニア大学博士号取得。1991年、京都外国語大学講師、1999年、助教授、2002年、九州大学人文科学研究院助教授、2007年、准教授、2014年、教授。2022年、人文科学研究院長・人文科学府長・文学部長。2022年日本語文法学会副会長・評議員。

## 著書
- 『はじめての人の言語学 ことばの世界へ』くろしお出版 1991
- 『論文を書くためのWord利用法 文書も頭も構造化する』くろしお出版 2009
- 『統語意味論』名古屋大学出版会 2015

### 共編著
- 『生成文法の考え方』北川善久共著 研究社 英語学モノグラフシリーズ 2004
- 傍士元『言語科学をめざして Issues on anaphora in Japanese』田窪行則共編  大隅書店 2013

## 論文
- <上山あゆみ